# LG 옵티머스 2X
LG 옵티머스 2X(LG Optimus 2X)는 LG전자에서 2011년 1월 25일에 출시한 안드로이드 스마트폰이다.
세계 최초로 듀얼코어 AP를 장착한 안드로이드 스마트폰으로, 개발코드명은 스타인 제품으로 2X로 펫네임이 확정되었으며 엔가젯을 통해 프리뷰가 소개되었다. 사용자들에게는 옵티머스 두배라는 이름으로 불리곤 한다.

## 운영 체제 / 소프트웨어
최초의 옵티머스 2X는 2.2프로요하탑 출시했다.

### 안드로이드 2.3.3 진저브레드 업그레이드
안드로이드 2.3.3 진저브레드 업데이트는 2011년 9월에 진행되었다.

### 안드로이드 4.0.4 아이스크림샌드위치 업그레이드
안드로이드 4.0.4 아이스크림샌드위치 업데이트는 2012년 9월에 처음 진행되었고 LG UI 3.0,Q 메모가 탑재되었다.
하지만 중간에 업데이트 오류로 버그 수정 정식버전으로 2012년 10월 11일 정식 업그레이드가 다시 실시되었다.
2분기에 해준다고 공지한 것에 비해 정식업이 많이 늦었지만 LG의 사후지원 변화를 보여주는 단적인 예가 바로 옵티머스 2X라고 할 수 있다. NVIDIA Tegra 2 AP20 프로세서를 쓴 기기중 최초로 4.0.4 아이스크림 샌드위치가 업그레이드 되었다. 특히 엔비디아의 소스 비공개 정책때문에 테그라 기종들은 개발에 난항을 많이 겪어 거의 모두 사후지원이 안 좋았으나 LG는 엔비디아 즉 CPU제조사의 도움 없이 이 업데이트를 완성해놓았다. 소스 비공개를 둘째치고 커널 구조가 완전히 바뀐점이 기존 드라이버의 상위 호환이 되지 않는 현상을 만들었다. 이는 LG가 모든 드라이버를 새로 짜야하는 최신 커널 버전을 채용하게 했으며 새로 폰 하나를 만들어야 될 정도의 많은 노력이 투자되었다. 이는 LG가 사후지원에 많은 노력을 했음을 알 수 있다.

## 기타 업그레이드
테그라CPU 자체의 하드웨어 문제로 동영상 재생문제를 해결한 펌웨어로는 v10s가 있다.

### v10s
이 업데이트는 하드웨어적으로 불가능한 MKV재생을 가능하게 했으며, MP4,AVI파일도 원활하게 재생하게 했다.
- 동영상 재생 기능이 대폭 향상되었다. 테그라2에서는 불가능하다던 MKV 재생을 가능케 했으며 MP4, AVI도 코덱 업데이트로 원활하게 재생된다. 하지만 1080p 동영상은 진저브레드까지도 개선되지 못했다.
- 브라우저에서 제대로 재생되지 않던 동영상들도 정상적으로 재생된다.
- FLV 코덱을 포함한 몇몇 코덱은 재생이 안 되기 때문에 S/W 디코딩으로 해결할 수 밖에 없었다. H/W 디코딩에 비해 속도도 낮고 CPU 사용도 크다.

## 특수 기능

### Q 메모
Q메모를 어느화면에서나 보며 이중플레이 할 수 있는 겹쳐사용하기 모드를 사용하면 Q메모를 보면서 다른 애플리케이션을 동시에 사용할 수 있다.
4.0.4 아이스크림 샌드위치 업그레이드와 함께 추가된 기능이다.

## 변종

### 대한민국

#### LG-SU660
SK텔레콤 전용으로 출시된 제품으로, 3버튼(홈키는 키버튼)이 적용되었다.

## 경쟁 기종
- 삼성 갤럭시 S2
- 애플 아이폰 4s
- 팬택 베가 레이서
- 모토로라 아트릭스

## 같이 보기
- 엔비디아 테그라
- LG 옵티머스 블랙
- LG 옵티머스 빅
- LG 옵티머스 3D